# Camchaya loloana
Camchaya loloana là một loài thực vật có hoa trong họ Cúc. Loài này được (Gagnep.) Dunn ex Kerr mô tả khoa học đầu tiên năm 1935.